# Marek Sych

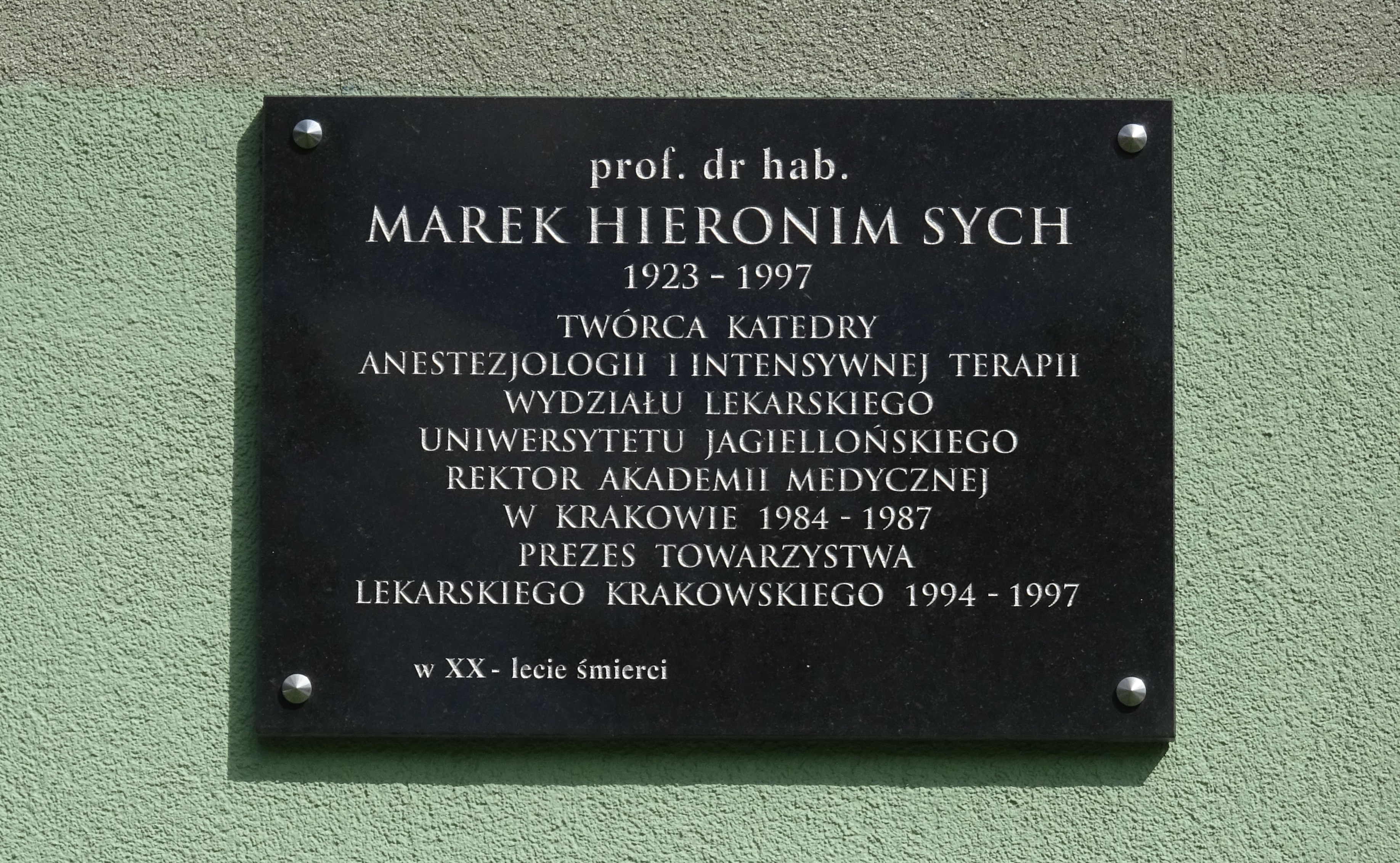
Tablica na budynku na Osiedlu Strusia 2 w Krakowie przy ulicy noszącej imię Marka Sycha, upamiętniająca profesora, wmurowana w 20. rocznicę śmierci

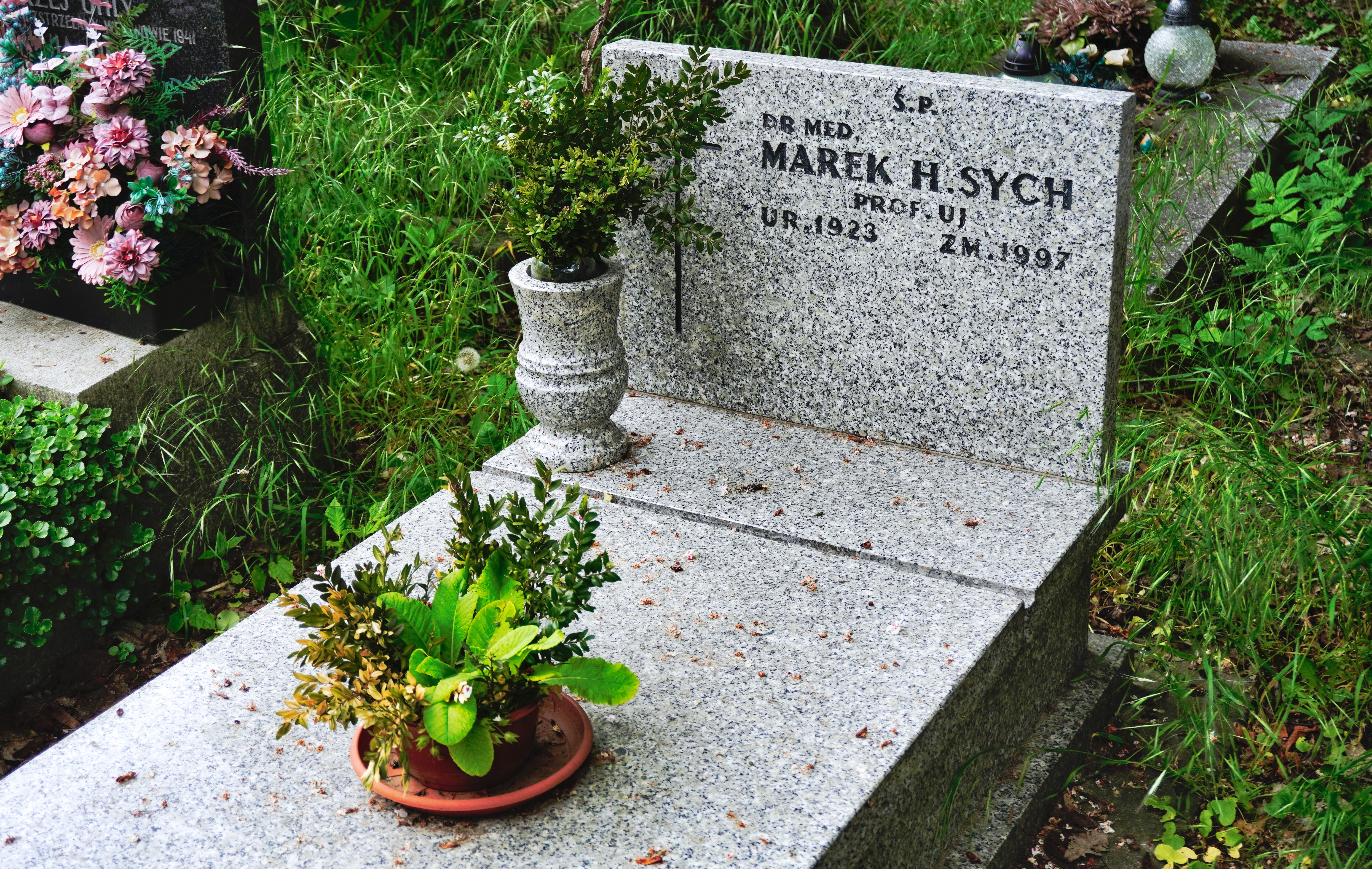
Grób Marka Sycha na cmentarzu Rakowickim w Krakowie

Marek Hieronim Sych (ur. 10 grudnia 1923 w Krakowie, zm. 1 maja 1997 tamże) – polski lekarz, anestezjolog, wykładowca Akademii Medycznej w Krakowie i Collegium Medicum Uniwersytetu Jagiellońskiego, rektor Akademii Medycznej w latach 1984–1987.

## Życiorys
W okresie okupacji hitlerowskiej Marek Sych działał w konspiracji, był żołnierzem Armii Krajowej. W 1945 roku rozpoczął studia na Wydziale Lekarskim Uniwersytetu Jagiellońskiego. Na ostatnim roku studiów rozpoczął pracę jako wolontariusz w I Klinice Chirurgicznej. W 1950 roku został aresztowany przez funkcjonariuszy Urzędu Bezpieczeństwa i za przeszłość w AK skazany na 10 lat więzienia. Zwolniony w wyniku amnestii, podjął pracę w Wojewódzkim Szpitalu Specjalistycznym, a po październiku 1956 roku powrócił na Akademię Medyczną, gdzie jego specjalnością stała się anestezjologia.
W 1959 roku wyjechał na staż do University of Wisconsin-Madison, jako stypendysta fundacji Rockefellera. W 1960 roku uzyskał stopień doktora medycyny, w 1964 roku habilitację. Cztery lata później został kierownikiem Zakładu Anestezjologii i Reanimacji przy I Klinice Chirurgii, w 1976 roku kierownikiem Samodzielnego Międzyinstytutowego Zakładu Anestezjologii i Reanimacji. W 1979 roku uzyskał tytuł profesora nadzwyczajnego. W 1984 roku został wybrany rektorem Akademii Medycznej i pełnił tę funkcję do końca kadencji w 1987 roku.
W 1985 roku Zakład Anestezjologii i Reanimacji został przekształcony w Katedrę Anestezjologii i Intensywnej Terapii, którą kierował do przejścia na emeryturę w 1994 roku. W 1992 roku uzyskał tytuł profesora zwyczajnego. Był zapraszany na wykłady i konferencje zagraniczne, jako profesor wizytujący wykładał między innymi w Harvard Medical School, Columbia University, licznych uniwersytetach europejskich. Był przewodniczącym Komisji Nauk Medycznych krakowskiego oddziału Polskiej Akademii Nauk, założycielem i prezesem Polskiego Towarzystwa Anestezjologii i Intensywnej Terapii, w latach 1994-1997 prezesem Towarzystwa Lekarskiego Krakowskiego, członkiem wielu towarzystw naukowych, także zagranicznych. Jego dorobek naukowy obejmuje 139 publikacji i około 30 podręczników. Był odznaczony między innymi Krzyżem Kawalerskim Orderu Odrodzenia Polski oraz Złotym i Srebrnym Krzyżem Zasługi. 
Był także miłośnikiem sztuki, malował, grał na skrzypcach i fortepianie, śpiewał w Chórze Akademickim, występował na Scenie Kameralnej Teatru Starego.
Zmarł po długiej chorobie 1 maja 1997 roku i został pochowany na cmentarzu Rakowickim.

## Upamiętnienie
- W Krakowie upamiętniając Marka Sycha jego imieniem nazwano ulicę na Osiedlu Strusia, w Dzielnicy XVI Bieńczyce
- W 2017 roku, w 20. rocznicę śmierci na budynku przy tejże ulicy wmurowano tablicę upamiętniającą profesora
- Towarzystwo Lekarskie Krakowskie ustanowiło doroczną nagrodę jego imienia[2], która przyznawana jest młodym lekarzom (do 35 roku życia) różnych specjalności za wyróżniające postępy naukowo-badawcze lub dydaktyczne, a także doktorom w wieku do 45 lat za wybitne prace habilitacyjne[7]